# Annie Wersching

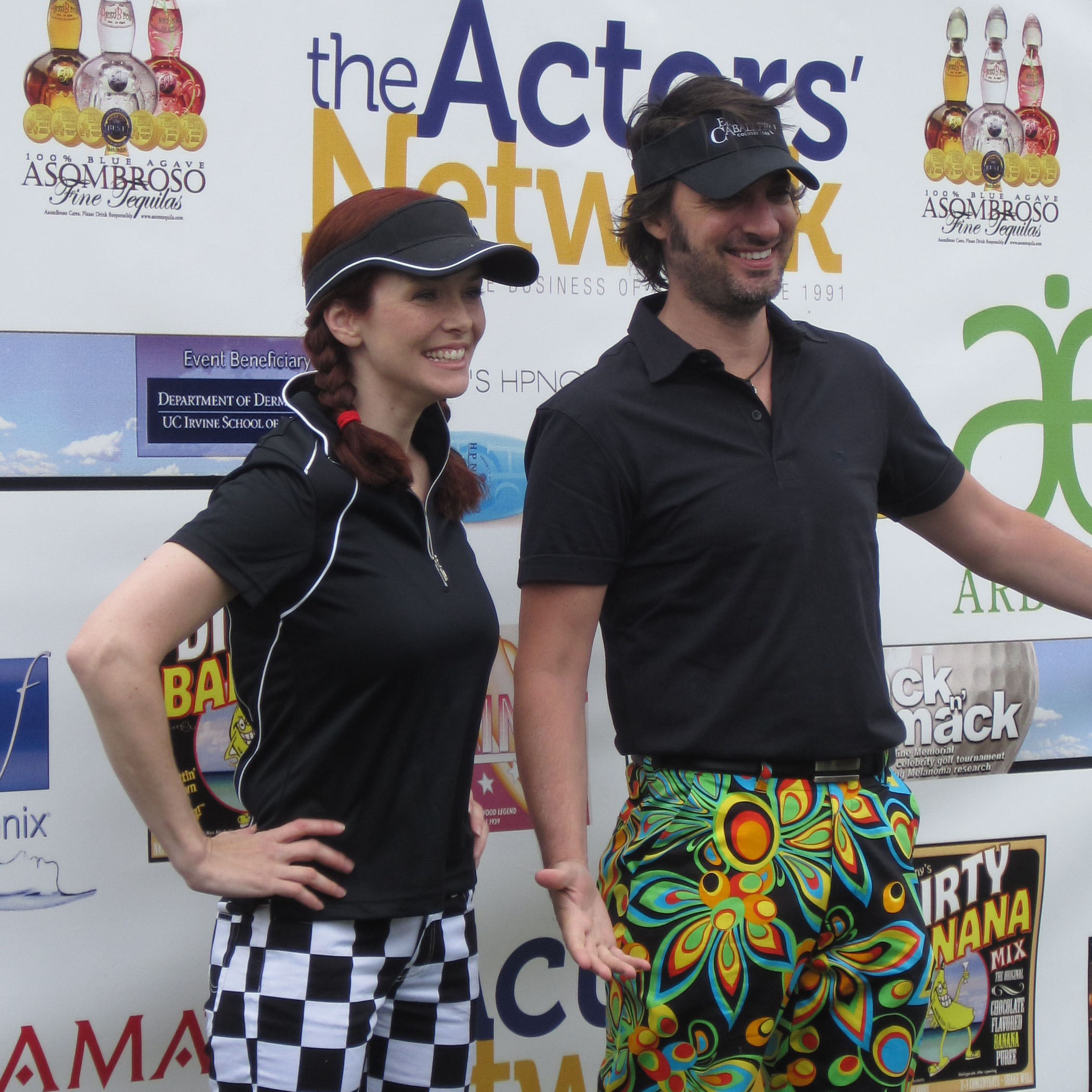
Annie Wershing i Stephen Full (2011)

Annie Wersching (ur. 28 marca 1977 w Saint Louis, zm. 29 stycznia 2023 w Los Angeles) – amerykańska aktorka, która należała do głównej obsady seriali: 24 godziny, Bosch, Runaways i Star Trek: Picard.

## Życiorys
Annie urodziła się w Saint Louis, gdzie mieszkała z rodzicami, Sandy i Frankiem. Zadebiutowała na małym ekranie w serialu Star Trek: Enterprise w 2002 roku, lecz znaczącą rolę zagrała dopiero w Szpitalu miejskim.

## Życie prywatne
Mężem Wersching był aktor Stephen Full, z którym miała trzech synów. W 2020 roku został u niej zdiagnozowany rak, na którego umarła w wieku 45 lat.

## Filmografia

### Filmy
| Rok  | Tytuł                   | Rola                 | Uwagi       |
| ---- | ----------------------- | -------------------- | ----------- |
| 2003 | Bruce Wszechmogący      | kobieta na przyjęciu |             |
| 2006 | The Showdown            | The batter's wife    | krótkometr. |
| 2010 | Below the Beltway       | Darcy                |             |
| 2011 | Partners                | Jesse-Lynn Mancini   | film TV     |
| 2012 | Niebieskooka zabójczyni | Allie                | film TV     |
| 2013 | The Surrogate           | Allison Kelly        | film TV     |
| 2017 | The Other Mother        | Jackie McClain       | film TV     |

### Seriale
| Rok          | Tytuł               | Rola           | Uwagi                   |
| ------------ | ------------------- | -------------- | ----------------------- |
| 2007         | Szpital miejski     | Amelia Joffe   | 80 odc.                 |
| 2009–10      | 24 godziny          | Renee Walker   | w gł. obsadzie; 37 odc. |
| 2013         | Anatomia prawdy     | Yvonne Kurtz   | 2 odc.                  |
| 2013         | Dallas              | Alison Jones   | 4 odc.                  |
| 2013         | Revolution          | Emma           | 2 odc.                  |
| 2013, -15    | Castle              | Kelly Nieman   | 3 odc.                  |
| 2014         | Extant: Przetrwanie | Femi Dodd      | 6 odc.                  |
| 2014–16, -21 | Bosch               | Julia Brasher  | w gł. obsadzie; 13 odc. |
| 2015–16      | Pamiętniki wampirów | Lily Salvatore | 17 odc.                 |
| 2017–18      | Poza czasem         | Emma Whitmore  | 11 odc.                 |
| 2017-19      | Runaways            | Leslie Dean    | w gł. obsadzie          |
| od 2019      | Rekrut              | Rosalind Dyer  | 6 odc.                  |
| 2022         | Star Trek: Picard   | Borg Queen     | w gł. obsadzie          |

Wersching ma na koncie także liczne role gościnne, m.in. w serialach Intelligence, Star Trek: Enterprise, Anioł ciemności, Nie z tego świata, CSI: Kryminalne zagadki Las Vegas i Agenci NCIS

### Gry komputerowe
| Rok  | Tytuł          | Rola   | Uwagi                      |
| ---- | -------------- | ------ | -------------------------- |
| 2013 | The Last of Us | Tess   | głos i performance capture |
| 2019 | Anthem         | Tassyn | głos i performance capture |